# Levene Gouldin & Thompson Tennis Challenger 2008
Il Levene Gouldin & Thompson Tennis Challenger 2008 è stato un torneo di tennis facente parte della categoria ATP Challenger Series nell'ambito dell'ATP Challenger Series 2008. Il torneo si è giocato a Binghamton negli Stati Uniti dal 4 al 10 agosto 2008 su campi in cemento e aveva un montepremi di $50 000.

## Vincitori

### Singolare
Paul Capdeville ha battuto in finale  Rajeev Ram con il punteggio di 4–6, 6–3, 6–1

### Doppio
Carsten Ball /  Travis Rettenmaier hanno battuto in finale  Brian Battistone /  Dann Battistone con il punteggio di 6–3, 6–4